# B-Case/Diskografie
Diese Diskografie ist eine Übersicht über die musikalischen Werke des deutschen Musikproduzenten und DJs B-Case. Den Schallplattenauszeichnungen zufolge verkaufte er bisher mehr als 2,4 Millionen Tonträger, davon alleine in seiner Heimat über zwei Millionen. Seine erfolgreichste Veröffentlichung ist die von ihm mitgeschriebene Single Home von Topic und Nico Santos mit über 470.000 verkauften Einheiten, während seine erfolgreichste Veröffentlichung als Interpret die Single Déjate llevar mit über 80.000 verkauften Einheiten darstellt.

## Singles

### Als Leadmusiker
| Jahr | Titel Album     | Höchstplatzierung, Gesamtwochen, AuszeichnungChartplatzierungen (Jahr, Titel, Album, Platzierungen, Wochen, Auszeichnungen, Anmerkungen) | Höchstplatzierung, Gesamtwochen, AuszeichnungChartplatzierungen (Jahr, Titel, Album, Platzierungen, Wochen, Auszeichnungen, Anmerkungen) | Höchstplatzierung, Gesamtwochen, AuszeichnungChartplatzierungen (Jahr, Titel, Album, Platzierungen, Wochen, Auszeichnungen, Anmerkungen) | Höchstplatzierung, Gesamtwochen, AuszeichnungChartplatzierungen (Jahr, Titel, Album, Platzierungen, Wochen, Auszeichnungen, Anmerkungen) | Anmerkungen |
| Jahr | Titel Album     | DE | AT | CH | ES | Anmerkungen |
| ---- | --------------- | --- | --- | --- | --- | --- |
| 2017 | Déjate llevar – | — | — | — | ES8 ×2Doppelplatin · (25 Wo.)ES | Erstveröffentlichung: 28. November 2017 mit Juan Magan, Belinda, Manuel Turizo, Snova & B-Case Verkäufe: + 80.000 |
| 2018 | Le encanta –    | — | — | — | ES29 (30 Wo.)ES | Erstveröffentlichung: 23. Februar 2018 mit Juan Magan                                                             |
| 2018 | Escondidos –    | — | — | — | ES87 (1 Wo.)ES | Erstveröffentlichung: 13. Juli 2018 mit Juan Magan                                                                |
| 2022 | Baller –        | DE43 (1 Wo.)DE | — | CH81 (1 Wo.)CH | — | Erstveröffentlichung: 16. September 2022 mit Farid Bang                                                           |

Weitere Singles
- 2013: Feel It (mit Jack Holiday feat. Nico Santos & Tony T.)
- 2013: Big Spender (feat. Maury)
- 2013: Show Me Your Duckface Bitch
- 2014: Lucky L (feat. Nico Santos)
- 2015: Upside Down
- 2018: One Way Ticket (mit SJUR & Ellee Duke)
- 2018: One Puff (feat. Iyaz, Jowell y Randy)
- 2021: Can’t Buy Love (mit Robin Schulz feat. Baby E)

### Als Gastmusiker
| Jahr | Titel Album                  | Höchstplatzierung, Gesamtwochen, AuszeichnungChartplatzierungen (Jahr, Titel, Album, Platzierungen, Wochen, Auszeichnungen, Anmerkungen) | Höchstplatzierung, Gesamtwochen, AuszeichnungChartplatzierungen (Jahr, Titel, Album, Platzierungen, Wochen, Auszeichnungen, Anmerkungen) | Höchstplatzierung, Gesamtwochen, AuszeichnungChartplatzierungen (Jahr, Titel, Album, Platzierungen, Wochen, Auszeichnungen, Anmerkungen) | Höchstplatzierung, Gesamtwochen, AuszeichnungChartplatzierungen (Jahr, Titel, Album, Platzierungen, Wochen, Auszeichnungen, Anmerkungen) | Anmerkungen                                                                                                 |
| Jahr | Titel Album                  | DE | AT | CH | ES | Anmerkungen                                                                                                 |
| --- | ---------------------------- | --- | --- | --- | --- | --- |
| 2013 | House Party Sky Is the Limit | DE44 Gold · (7 Wo.)DE | AT22 (27 Wo.)AT | CH40 (2 Wo.)CH | — | Erstveröffentlichung: 27. September 2013 Verkäufe: + 150.000; DJ Antoine vs. Mad Mark feat. B-Case & U-Jean |
| Folgende Lieder erschienen nicht als Single, wurden aber durch das Album zum Download und Streaming bereitgestellt und konnten somit eine Platzierung erlangen: |                              | | | | | |
| |                              | | | | | |
| 2013 | Perfect Day Sky Is the Limit | — | — | CH29 (1 Wo.)CH | — | Charteinstieg: 10. Februar 2013 DJ Antoine vs. Mad Mark feat. B-Case & Shontelle                            |

Weitere Gastbeiträge
- 2014: Friends (Starjack feat. B-Case & Nico Santos)
- 2014: Symphony (Nico Santos feat. B-Case)
- 2020: Do It Like Me (Chico Rose feat. B-Case)

## Musikvideos
| Jahr | Titel                                     | Regisseur(e)                  |
| ---- | ----------------------------------------- | ----------------------------- |
| 2013 | House Party                               |                               |
| 2013 | Show Me Your Duckface B*tch               |                               |
| 2013 | Big Spender                               |                               |
| 2014 | Lucky L                                   |                               |
| 2014 | Friends                                   |                               |
| 2014 | Symphony                                  | Gamble Productions            |
| 2015 | Upside Down                               | Zehntausendgrad               |
| 2015 | Ich will nur dass du weißt (B-Case Remix) | Serge Mattukat                |
| 2017 | Déjate Llevar                             | Alejandro Pérez               |
| 2018 | One Puff                                  | FBBD Music GmbH               |
| 2018 | Escondidos                                | Universal Music Spain, S.L.U. |
| 2020 | Psycho! (Topic & B-Case Remix)            |                               |
| 2021 | Can’t Buy Love                            | MightKillYa                   |

## Autorenbeteiligungen und Produktionen
B-Case als Autor (A) und Produzent (P) in den Charts

| Jahr | Titel Interpretation                                                    | Höchstplatzierung, Gesamtwochen, AuszeichnungChartplatzierungen (Jahr, Titel, Interpretation, Platzierungen, Wochen, Auszeichnungen, Anmerkungen) | Höchstplatzierung, Gesamtwochen, AuszeichnungChartplatzierungen (Jahr, Titel, Interpretation, Platzierungen, Wochen, Auszeichnungen, Anmerkungen) | Höchstplatzierung, Gesamtwochen, AuszeichnungChartplatzierungen (Jahr, Titel, Interpretation, Platzierungen, Wochen, Auszeichnungen, Anmerkungen) | Höchstplatzierung, Gesamtwochen, AuszeichnungChartplatzierungen (Jahr, Titel, Interpretation, Platzierungen, Wochen, Auszeichnungen, Anmerkungen) | Anmerkungen                                                         |
| Jahr | Titel Interpretation                                                    | DE | AT | CH | ES | Anmerkungen                                                         |
| --- | ----------------------------------------------------------------------- | --- | --- | --- | --- | ------------------------------------------------------------------- |
| 2013 | House PartyA B-Case & DJ Antoine vs. Mad Mark feat. U-Jean              | DE44 (7 Wo.)DE | AT22 (27 Wo.)AT | CH40 (2 Wo.)CH | — | Erstveröffentlichung: 27. September 2013                            |
| 2014 | The OneA, P Aneta Sablik                                                | DE1 Gold · (14 Wo.)DE | AT1 (9 Wo.)AT | CH1 (5 Wo.)CH | — | Erstveröffentlichung: 6. Mai 2014 Verkäufe: + 150.000               |
| 2015 | Holding OnA, P Mr. Da-Nos feat. Nico Santos                             | — | — | CH42 (5 Wo.)CH | — | Erstveröffentlichung: 20. Februar 2015                              |
| 2015 | This Time It’s My LifeP Micar                                           | DE96 (1 Wo.)DE | — | — | — | Erstveröffentlichung: 7. August 2015                                |
| 2015 | GenozidP Kollegah                                                       | DE73 (3 Wo.)DE | AT61 (1 Wo.)AT | — | — | Erstveröffentlichung: 23. Oktober 2015                              |
| 2015 | Home A Topic feat. Nico Santos                                          | DE12 Platin · (33 Wo.)DE | AT10 (27 Wo.)AT | — | — | Erstveröffentlichung: 18. Dezember 2015 Verkäufe: + 470.000         |
| 2016 | MP5A, P Seyed feat. Kollegah                                            | DE70 (2 Wo.)DE | — | — | — | Erstveröffentlichung: 22. März 2016                                 |
| 2016 | Burden DownA, P Micar                                                   | DE29 (17 Wo.)DE | AT38 (15 Wo.)AT | — | — | Erstveröffentlichung: 23. Juni 2016                                 |
| 2016 | Find YouA Topic feat. Jake Reese                                        | DE57 (12 Wo.)DE | AT63 (2 Wo.)AT | — | — | Erstveröffentlichung: 8. Juli 2016                                  |
| 2016 | Nummer einsA, P Stereoact feat. Chris Cronauer                          | DE40 (7 Wo.)DE | AT29 (5 Wo.)AT | CH89 (1 Wo.)CH | — | Erstveröffentlichung: 9. Dezember 2016                              |
| 2017 | Rápido, Brusco, ViolentoA, P Juan Magan feat. BnK                       | — | — | — | ES30 Platin · (40 Wo.)ES | Erstveröffentlichung: 23. März 2017 Verkäufe: + 40.000              |
| 2017 | UniqueA, P Mr. Da-Nos feat. Akay                                        | — | — | CH21 (2 Wo.)CH | — | Erstveröffentlichung: 26. Juli 2017                                 |
| 2017 | Für immer und immerA, P Prinz Pi                                        | DE94 (1 Wo.)DE | — | — | — | Erstveröffentlichung: 28. Juli 2017                                 |
| 2017 | OhlalaA, P Mr. Da-Nos                                                   | — | — | CH5 (3 Wo.)CH | — | Erstveröffentlichung: 25. August 2017                               |
| 2017 | AchterbahnA Helene Fischer                                              | DE10 (14 Wo.)DE | AT37 Gold · (1 Wo.)AT | CH25 (3 Wo.)CH | — | Erstveröffentlichung: 20. Oktober 2017 Verkäufe: + 15.000           |
| 2017 | Déjate llevarA, P Juan Magan mit Belinda, Manuel Turizo, Snova & B-Case | — | — | — | ES8 ×2Doppelplatin · (25 Wo.)ES | Erstveröffentlichung: 28. November 2017 Verkäufe: + 80.000          |
| 2018 | Peter Pan 2A, P Fard                                                    | DE58 (2 Wo.)DE | — | — | — | Erstveröffentlichung: 9. Februar 2018                               |
| 2018 | Le encantaA, P Juan Magan & B-Case                                      | — | — | — | ES29 (30 Wo.)ES | Erstveröffentlichung: 23. Februar 2018                              |
| 2018 | UstedA, P Juan Magan & Mala Rodríguez                                   | — | — | — | ES74 (11 Wo.)ES | Erstveröffentlichung: 30. März 2018                                 |
| 2018 | #IdiotaA, P Juan Magan                                                  | — | — | — | ES74 (11 Wo.)ES | Erstveröffentlichung: 1. Juni 2018                                  |
| 2018 | This Is LifeA, P Mr. Da-Nos                                             | — | — | CH16 (16 Wo.)CH | — | Erstveröffentlichung: 6. Juni 2018 Official Swiss Life Select Theme |
| 2018 | El mundo (de lattesso)A, P Mr. Da-Nos                                   | — | — | CH20 (3 Wo.)CH | — | Erstveröffentlichung: 8. Juni 2018                                  |
| 2018 | EscondidosA, P Juan Magan & B-Case                                      | — | — | — | ES87 (1 Wo.)ES | Erstveröffentlichung: 13. Juli 2018                                 |
| 2018 | Du bist andersA, P Fard feat. Ardian Bujupi                             | DE73 (2 Wo.)DE | — | — | — | Erstveröffentlichung: 10. August 2018                               |
| 2019 | Nicht allein seinA, P Stereoact feat. Vincent Gross                     | DE91 (1 Wo.)DE | — | — | — | Erstveröffentlichung: 22. Februar 2019                              |
| 2020 | 6 UhrA, P Shindy                                                        | DE6 (5 Wo.)DE | AT7 (3 Wo.)AT | CH11 (3 Wo.)CH | — | Erstveröffentlichung: 6. März 2020                                  |
| 2020 | Komm KommA, P Capital Bra                                               | DE2 (5 Wo.)DE | AT2 (4 Wo.)AT | CH3 (4 Wo.)CH | — | Erstveröffentlichung: 22. Mai 2020                                  |
| 2020 | Ich weiß nicht mal wie sie heißtA, P Capital Bra feat. Bozza            | DE3 (10 Wo.)DE | AT2 Gold · (8 Wo.)AT | CH3 (5 Wo.)CH | — | Erstveröffentlichung: 19. Juni 2020 Verkäufe: + 15.000              |
| 2020 | SommerwindA, P Vanessa Mai                                              | DE— aDE | — | — | — | Erstveröffentlichung: 11. September 2020                            |
| 2021 | Leichter A, P Vanessa Mai                                               | DE— bDE | — | — | — | Erstveröffentlichung: 8. Januar 2021                                |
| 2021 | Kampfsport A, P Farid Bang feat. Capital Bra                            | DE15 (3 Wo.)DE | AT22 (1 Wo.)AT | CH20 (2 Wo.)CH | — | Erstveröffentlichung: 2. Juli 2021                                  |
| 2021 | Vamos a marte A, P Helene Fischer feat. Luis Fonsi                      | DE2 Gold · (15 Wo.)DE | AT10 Gold · (8 Wo.)AT | CH7 (2 Wo.)CH | — | Erstveröffentlichung: 6. August 2021 Verkäufe: + 215.000            |
| 2022 | Melatonin A, P Vanessa Mai feat. ART                                    | DE31 (2 Wo.)DE | — | — | — | Erstveröffentlichung: 18. Februar 2022                              |
| 2023 | Zelten auf Kies A, P Tream                                              | DE32 Gold · (25 Wo.)DE | AT47 (17 Wo.)AT | — | — | Erstveröffentlichung: 12. Mai 2023 Verkäufe: + 300.000              |
| Folgende Lieder erschienen nicht als Single, wurden aber durch das Album zum Download und Streaming bereitgestellt und konnten somit eine Platzierung erlangen: |                                                                         | | | | |                                                                     |
| |                                                                         | | | | |                                                                     |
| 2013 | Perfect Day A DJ Antoine vs. Mad Mark feat. B-Case & Shontelle          | — | — | CH29 (1 Wo.)CH | — | Charteinstieg: 10. Februar 2013                                     |
| 2016 | Sex ohne GrundA, P Ali Bumaye feat. Shindy; Refrain: Nico Santos        | DE27 Platin · (25 Wo.)DE | AT42 (1 Wo.)AT | — | — | Charteinstieg: 10. Juni 2016 Verkäufe: + 400.000                    |
| 2016 | Kimbo SliceA, P Ali Bumaye feat. Bushido & Shindy                       | DE76 (1 Wo.)DE | — | — | — | Charteinstieg: 10. Juni 2016                                        |
| 2016 | StatementsA, P Shindy feat. Bushido                                     | DE67 (1 Wo.)DE | AT63 (1 Wo.)AT | CH83 (1 Wo.)CH | — | Charteinstieg: 18. November 2016                                    |
| 2019 | Viva la DealerA, P SDP feat. Capital Bra                                | DE38 Platin · (24 Wo.)DE | AT60 (11 Wo.)AT | — | — | Charteinstieg: 8. März 2019 Verkäufe: + 400.000                     |
| 2019 | Purple RainA, P Capital Bra & Samra feat. Santos                        | DE50 Gold · (3 Wo.)DE | — | — | — | Charteinstieg: 25. Oktober 2019 Verkäufe: + 200.000                 |
| 2021 | Makarov Komplex IIA, P Capital Bra                                      | — | AT22 (1 Wo.)AT | CH31 (1 Wo.)CH | — | Charteinstieg: 27. September 2020                                   |
| 2021 | Bitte Spitte XA, P Farid Bang                                           | DE50 (1 Wo.)DE | — | CH45 (1 Wo.)CH | — | Charteinstieg: 3. Dezember 2021                                     |

## Beiträge für Soundtracks
| Jahr | Titel Soundtrack zu                        | Anmerkungen                                                        |
| ---- | ------------------------------------------ | ------------------------------------------------------------------ |
| 2015 | Sicherheitskontrolle Beat Fack ju Göhte 2  | Erstveröffentlichung: 11. September 2015                           |
| 2017 | Fack Ju Göhte (2k17 Remix) Fack ju Göhte 3 | Erstveröffentlichung: 26. Oktober 2017 feat. Djorkaeff & Beatzarre |

## Remixe
| Jahr | Titel Album                                                        | Anmerkungen                                                                              |
| ---- | ------------------------------------------------------------------ | ---------------------------------------------------------------------------------------- |
| 2012 | Love You (B-Case vs. Nicolas Rapture Radio Edit) Swagg             | Erstveröffentlichung: 8. Juni 2012 Interpret(en): Timati feat. Busta Rhymes & Mariya     |
| 2012 | Latin Moon (B-Case vs. Spec Da Mac Remix) –                        | Erstveröffentlichung: 6. November 2011 Interpret(en): Mia Martina                        |
| 2012 | Calling (B-Case vs. Spec da Mac Edit) –                            | Erstveröffentlichung: 4. Dezember 2012 Interpret(en): Tune feat. Akon, P. Money & Raquel |
| 2013 | Danzare (B-Case Club Mix) –                                        | Erstveröffentlichung: 24. Mai 2013 Interpret(en): Vito Lavita feat. Toni Tuklan          |
| 2013 | Holidays (B-Case Club Mix) –                                       | Erstveröffentlichung: 3. Juli 2013 Interpret(en): Remady                                 |
| 2014 | Samba do Brazil (B-Case Remix) –                                   | Erstveröffentlichung: 9. Mai 2014 Interpret(en): Bellini                                 |
| 2014 | The One (B-Case Remix) The One                                     | Erstveröffentlichung: 23. Mai 2014 Interpret(en): Aneta Sablik                           |
| 2015 | Livin la vida (B-Case Remix) –                                     | Erstveröffentlichung: 24. April 2015 Interpret(en): Remady                               |
| 2015 | Ich will noch nicht nach Haus (B-Case Remix) Zurück in die Zukunst | Erstveröffentlichung: 22. Mai 2015 Interpret(en): SDP feat. Trailerpark                  |
| 2015 | Ich will nur dass du weißt (B-Case Remix) –                        | Erstveröffentlichung: 20. November 2015 Interpret(en): SDP feat. Adel Tawil              |
| 2015 | Holding On (B-Case Remix Edit) –                                   | Erstveröffentlichung: 18. Dezember 2015 Interpret(en): Mr. Da-Nos feat. Nico Santos      |
| 2015 | El mismo sol (Under The Same Sun) (B-Case Remix) –                 | Erstveröffentlichung: 28. Dezember 2015 Interpret(en): Alvaro Soler feat. Jennifer Lopez |
| 2016 | Stupid Girl (B-Case Remix) –                                       | Erstveröffentlichung: 12. Februar 2016 Interpret(en): Madeline Juno                      |
| 2016 | Kommst Du mit ihr (B-Case Remix) –                                 | Erstveröffentlichung: 4. März 2016 Interpret(en): Sarah Connor                           |
| 2016 | Wenn du schläfst (B-Case Remix) –                                  | Erstveröffentlichung: 4. April 2016 Interpret(en): Max + Johann feat. Vincent Malin      |
| 2016 | Home (B-Case Radio Remix) –                                        | Erstveröffentlichung: 22. April 2016 Interpret(en): Topic feat. Nico Santos              |
| 2016 | Sofia (B-Case Remix) –                                             | Erstveröffentlichung: 6. Mai 2016 Interpret(en): Alvaro Soler                            |
| 2016 | Naturally (B-Case Main Remix) –                                    | Erstveröffentlichung: 7. Oktober 2016 Interpret(en): Celestal                            |
| 2017 | Lost In Your Light (B-Case Remix) –                                | Erstveröffentlichung: 21. April 2017 Interpret(en): Dua Lipa feat. Miguel                |
| 2017 | So schön kaputt (B-Case Remix) Die bunte Seite der Macht           | Erstveröffentlichung: 10. März 2017 Interpret(en): SDP                                   |
| 2017 | Achterbahn (B-Case Remix) –                                        | Erstveröffentlichung: 20. Oktober 2017 Interpret(en): Helene Fischer                     |
| 2018 | IDGAF (B-Case Remix) –                                             | Erstveröffentlichung: 4. Mai 2018 Interpret(en): Dua Lipa                                |
| 2018 | Just Wanna Love You (B-Case Remix) –                               | Erstveröffentlichung: 9. November 2018 Interpret(en): Cris Cab feat. J Balvin            |
| 2020 | Walk Away (B-Case Remix) –                                         | Erstveröffentlichung: 10. Mai 2019 Interpret(en): Alle Farben & James Blunt              |
| 2020 | Psycho (Topic & B-Case Remix) –                                    | Erstveröffentlichung: 3. Juli 2020 Interpret(en): MASN                                   |

## Statistik

### Chartauswertung
|                       | DE    | AT    | CH    | ES    |
| --------------------- | ----- | ----- | ----- | ----- |
| Nummer-eins-Singles   | DE—DE | AT—AT | CH—CH | ES—ES |
| Top-10-Singles        | DE—DE | AT—AT | CH—CH | ES1ES |
| Singles in den Charts | DE2DE | AT1AT | CH3CH | ES3ES |

|                       | DE    | AT    | CH    | ES    |
| --------------------- | ----- | ----- | ----- | ----- |
| Nummer-eins-Singles   | DE1DE | AT1AT | CH1CH | ES—ES |
| Top-10-Singles        | DE6DE | AT5AT | CH4CH | ES1ES |
| Singles in den Charts | DE3DE | AT3AT | CH2CH | ES6ES |

### Auszeichnungen für Musikverkäufe
| Platin-Schallplatte - Dänemark - 2014: für die Autorenbeteiligung Supernova - Australien - 2016: für die Autorenbeteiligung Home 3× Goldene Schallplatte - Mexiko - 2018: für die Single Déjate llevar |

Anmerkung: Auszeichnungen in Ländern aus den Charttabellen bzw. Chartboxen sind in ebendiesen zu finden.
| Land/RegionAuszeichnungen für Musikverkäufe (Land/Region, Auszeichnungen, Verkäufe, Quellen) | Gold     | Platin     | Verkäufe  | Quellen             |
| -------------------------------------------------------------------------------------------- | -------- | ---------- | --------- | ------------------- |
| Australien (ARIA)                                                                            | —        | Platin1    | 70.000    | aria.com.au         |
| Dänemark (IFPI)                                                                              | —        | Platin1    | 60.000    | ifpi.dk             |
| Deutschland (BVMI)                                                                           | 5× Gold5 | 3× Platin3 | 2.050.000 | musikindustrie.de   |
| Mexiko (AMPROFON)                                                                            | Gold1    | Platin1    | 90.000    | amprofon.com.mx     |
| Österreich (IFPI)                                                                            | 3× Gold3 | —          | 45.000    | ifpi.at             |
| Spanien (Promusicae)                                                                         | —        | 3× Platin3 | 120.000   | elportaldemusica.es |
| Insgesamt                                                                                    | 9× Gold9 | 9× Platin9 |           |                     |